# Klaus Kordon
Klaus Kordon, né le 21 septembre 1943 à Berlin-Pankow, est un écrivain allemand en littérature pour enfants et de jeunesse.

## Biographie
Klaus Kordon grandit dans le quartier de Prenzlauer Berg à Berlin-Est. Il est seulement éduqué par sa mère car son père a été tué pendant la guerre. Après la mort de celle-ci en 1956, Kordon vit de foyers en foyers. Tout en accomplissant une formation de mécanicien de télévision en Allemagne de l'Est, Klaus Kordon exerce différents métiers et obtient finalement son baccalauréat.
Après un cours par correspondance en économie, il effectue des voyages d'affaires, notamment en Inde, en Indonésie et en Afrique du Nord. Puis il commence à écrire. Sa prise de distance avec la politique de la RDA entraîne en 1972 sa tentative d'évasion via la Bulgarie vers l'Ouest. Il est arrêté, puis transféré dans la maison d'arrêt du ministère de la Sécurité de l'État dans la zone interdite de Berlin-Hohenschönhausen. Il reste un an dans la prison de la Stasi. En 1973, la République fédérale d'Allemagne négocie sa liberté. Dès lors, il se consacre à la littérature pour la jeunesse. Son premier livre, Tadaki, paraît en 1977. Dans son roman autobiographique Krokodil im Nacken, il évoque l'expérience de la prison.
Il publie une trilogie de romans ancrés dans l'histoire de l'Allemagne entre les deux guerres mondiales : Die Rote Matrosen (Les Marins rouges, 1984) raconte la mutinerie de la marine allemande en 1918 et la lutte des marins insurgés dans la révolution berlinoise. Mit dem Rücken zur Wand (Dos au mur, 1990), la vie d'une famille d'ouvriers berlinois pendant la crise économique et la montée du nazisme, et Der erste Frühling (Le Premier Printemps, 1993), la vie d'une jeune fille de cette famille dans les ruines de Berlin en 1945.
Klaus Kordon est membre du Centre PEN (poets essayists novelists) de la République fédérale d'Allemagne et de l'Académie allemande de la littérature jeunesse et pour enfants.
En 1992, il obtient la "Mention spéciale" du Prix Critique en herbe, de la Foire du livre de jeunesse de Bologne (Italie) pour son ouvrage jeunesse  Der Kleine, der Riese und der Großriese, illustré par Marie-José Sacré, traduit sous le titre  Le petit homme et les géants.

## Œuvres
Klaus Kordon a écrit plusieurs livres sur l'histoire de l'Allemagne. Les plus connus sont Fünf Finger hat die Hand, Hundert Jahre und ein Sommer, et 1848 : Die Geschichte von Jette und Frieder, ainsi que Die Flaschenpost.

## Prix et distinctions
- 1992 : "Mention spéciale" du Prix Critique en herbe, de la Foire du livre de jeunesse de Bologne[2] (Italie) pour son ouvrage jeunesse  Der Kleine, der Riese und der Großriese, illustré par Marie-José Sacré, traduit sous le titre  Le petit homme et les géants.
- 1996 : (international) « Honour List »[3] de l' IBBY pour Die Zeit ist kaputt